# Carl Czerny

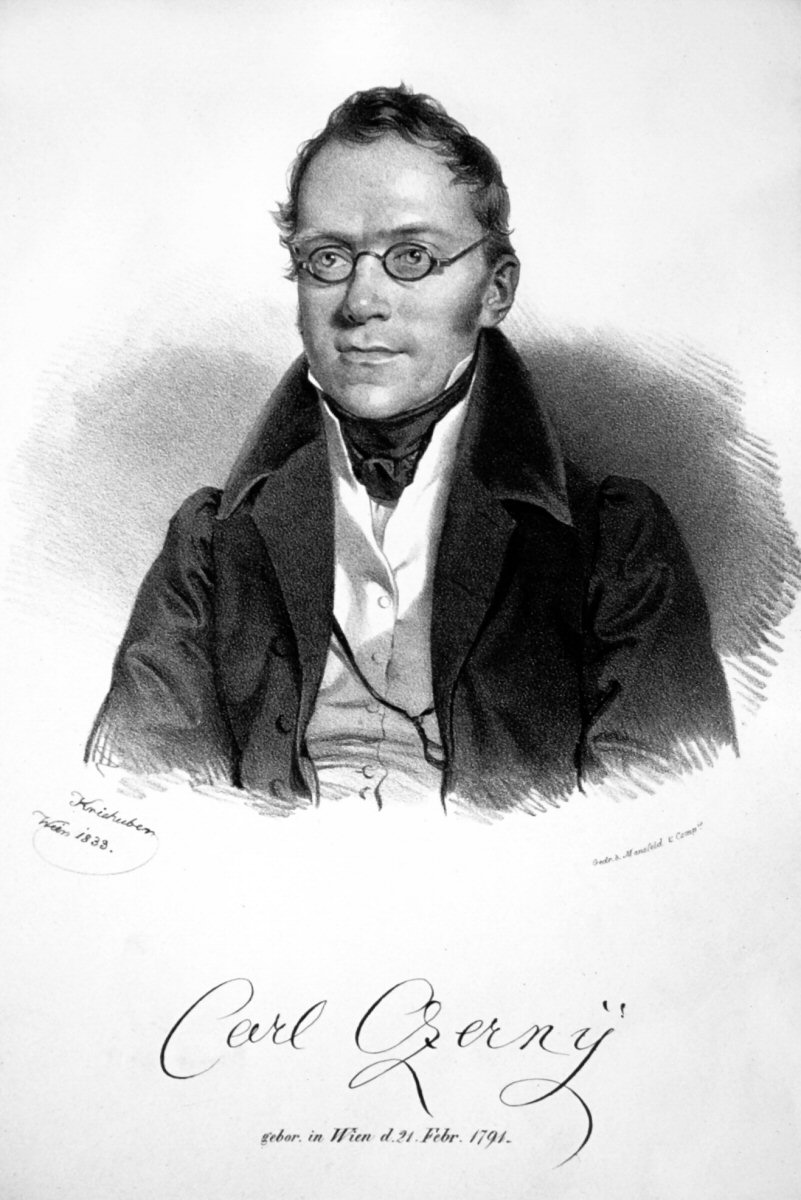
Carl Czerny

Carl Czerny (Viena, 21 de fevereiro de 1791 - Viena, 15 de julho de 1857) foi um pianista, compositor e professor austríaco. Czerny teve entre seus professores de música, Clementi, Hummel, Salieri e Beethoven e, entre seus alunos, Franz Liszt. Czerny é mais conhecido atualmente por seus livros de exercícios e estudos para piano. Entretanto, a produção musical de Carl Czerny é vasta, abrangendo diversos géneros musicais, e vem passando por um processo de redescoberta.

## Infância

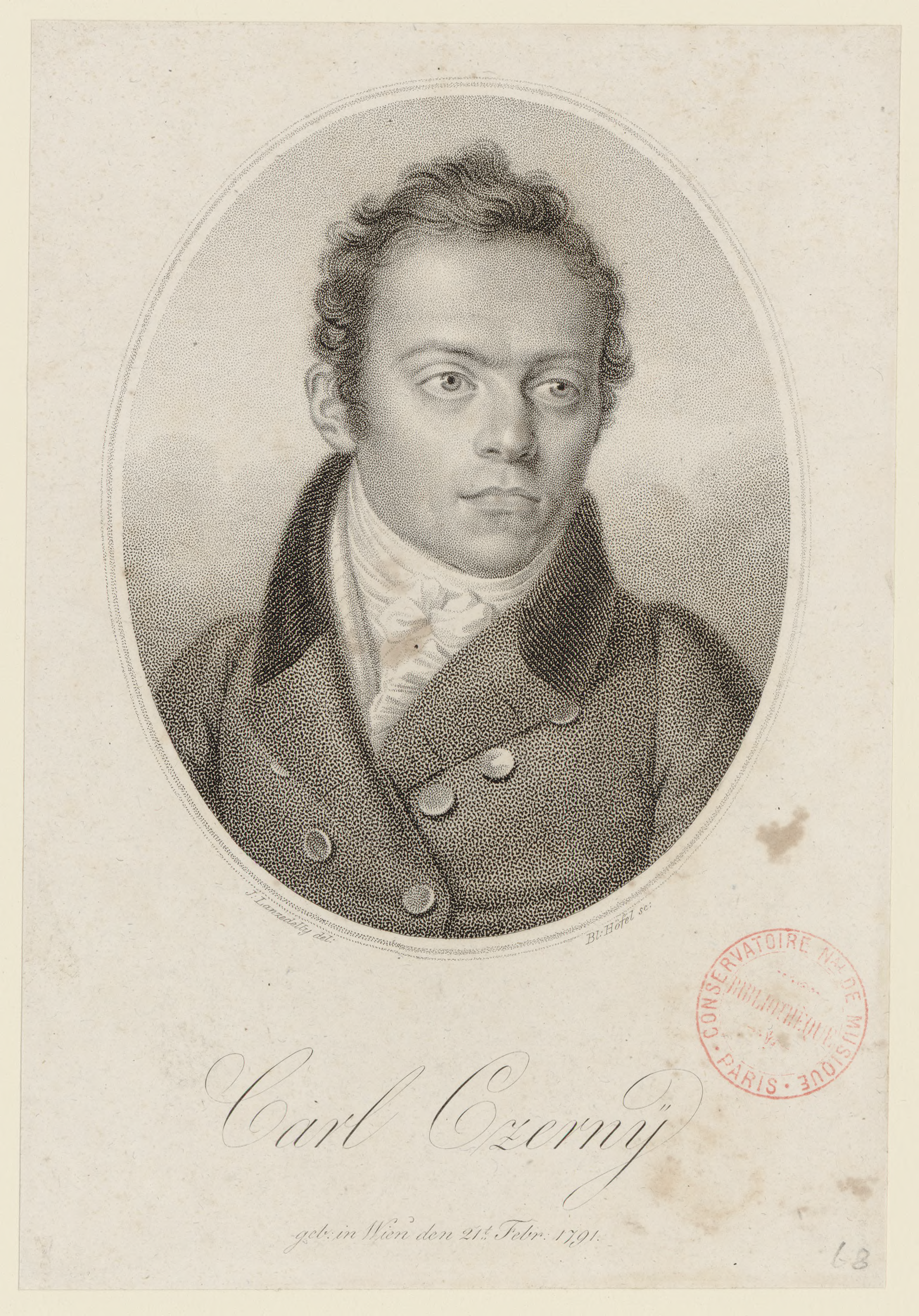
O jovem Czerny. Gravura baseada no desenho original de Josef Lanzedelly [http://www.beethoven-haus-bonn.de/sixcms/detail.php?template=dokseite_digitales_archiv_en&_dokid=i3320&suchparameter=dokartx:x:x1x-x-xstichwortx:x:xczerny&_sucheinstieg=bildersuche&_seite=1 Casa Beethoven, Boon

Carl Czerny nasceu numa família de origem checa. Seu pai, Václav Czerny, chegou a Viena de Nymburk, Boêmia, sendo que Carl não aprendeu alemão até completar os dez anos. Ele recebeu lições de piano do seu pai antes de assistir às aulas de Johann Nepomuk Hummel, Antonio Salieri e Ludwig van Beethoven. Além dessas aulas, Czerny também participou em cursos que Muzio Clementi manteve em Paris, Viena, São Petersburgo, Berlim, Praga, Roma e Milão.
Carl Czerny era um menino prodígio que fez a sua primeira aparição pública em 1800, tocando um concerto de piano de Mozart, o Concerto para piano n.º 24 em dó menor. Mais tarde, fez a estreia mundial do Concerto para Piano Nº 5, 'Imperador', de Ludwig van Beethoven, em Viena, 1812.

### Czerny e Beethoven
Em 1801, o compositor e harpista Jean-Baptiste Krumpholz agendou uma apresentação de Carl Czerny na casa de Beethoven, o qual ficou tão impressionado com a performance de Czerny de sua Sonata Pathétique que tomou o menino, então com dez anos, como aluno. Czerny permaneceu sob a tutela de Beethoven durante três anos, tornando-se posteriormente seu assistente. Czerny escreveu na sua autobiografia  que a sua memória musical lhe permitia tocar todas as obras de Beethoven, sem exceção, sem necessidade de partituras, e que durante os anos 1804-1805 ele era convidado para tocar desta maneira para o Príncipe Lichnowsky's uma ou duas vezes por semana.
Importantes passagens históricas da vida do compositor Ludwig van Beethoven são oriundas de relatos de Carl Czerny na sua autobiografia e cartas: aos dez anos de idade,  Czerny foi o primeiro a notar e a relatar sintomas da surdez do seu mestre, anos antes do assunto se tornar público: " Eu também notei, com a acuidade visual peculiar numa criança, que ele (Beethoven) tinha algodão nos ouvidos, dos quais escorria um líquido amarelo." 
Czerny manteve um estreito relacionamento com Beethoven por toda a sua vida, dando aulas de piano para Carl Beethoven, sobrinho de Beethoven, e fazendo a revisão das suas obras antes delas serem impressas. Czerny escreveu um livro acerca da correta execução de cada uma das Sonatas de Beethoven.

## Pedagogia
Não tardou muito até que Czerny começasse a ensinar e, aos quinze anos, ele já era um instrutor muito procurado. O seu aluno mais notável foi Franz Liszt, que dedicou seus doze Études Transcendentais a Czerny, além de o ter incluído na sua obra colaborativa Hexaméron (a quinta variação do tema de Bellini é dele). Outros alunos notáveis de Czerny incluem Sigismond Thalberg, Stephen Heller, Alfred Jaëll, Teodor Leszetycki, Theodor Kullak, Theodor Döhler e Anne Caroline de Belleville.

### Livros de estudos e exercícios
Czerny é conhecido mundialmente especialmente por causa do grande número de peças didáticas de piano que escreveu, sendo que várias delas ainda são usadas hoje, como A Escola da Velocidade e A Arte da Destreza dos Dedos. Czerny foi dos primeiros compositores a usar étude (estudo) no título de uma obra.
Czerny escreveu um livro "Cartas a uma jovem acerca da arte de tocar piano" e um grande número de livros com exercícios para piano, concebidos para abranger as dificuldades técnicas desde as primeiras lições para crianças até às necessidades dos mais avançados virtuosos:
- 100 Estudos Progressivos sem Oitavas, Op. 139;
- 125 Exercícios para treinamento da passagem de dedo, Op. 261;
- A escola da velocidade, Opus 299;
- 40 Exercícios, Op. 337;
- Método prático para Iniciantes, Op. 599;
- Escola Preparatória da velocidade, Op. 636;
- 24 Estudos para a mão esquerda, Op. 718;
- A Arte da Destreza dos dedos, Op. 740;
- Estudo para os cinco dedos, Op. 777;
- 160 Exercícios de 8 compassos, Op. 821;
- O Pequeno Pianista, Op. 823;
- 30 Novos estudos e técnicas, Op. 849.

Czerny também deixou um ensaio acerca da correta execução das sonatas para piano de Beethoven.
A edição de Carl Czerny, com anotações de dedilhado e de expressão, da obra de Johann Sebastian Bach O Cravo bem-Temperado exerceu enorme influência nos séculos seguintes.

### O legado de Carl Czerny

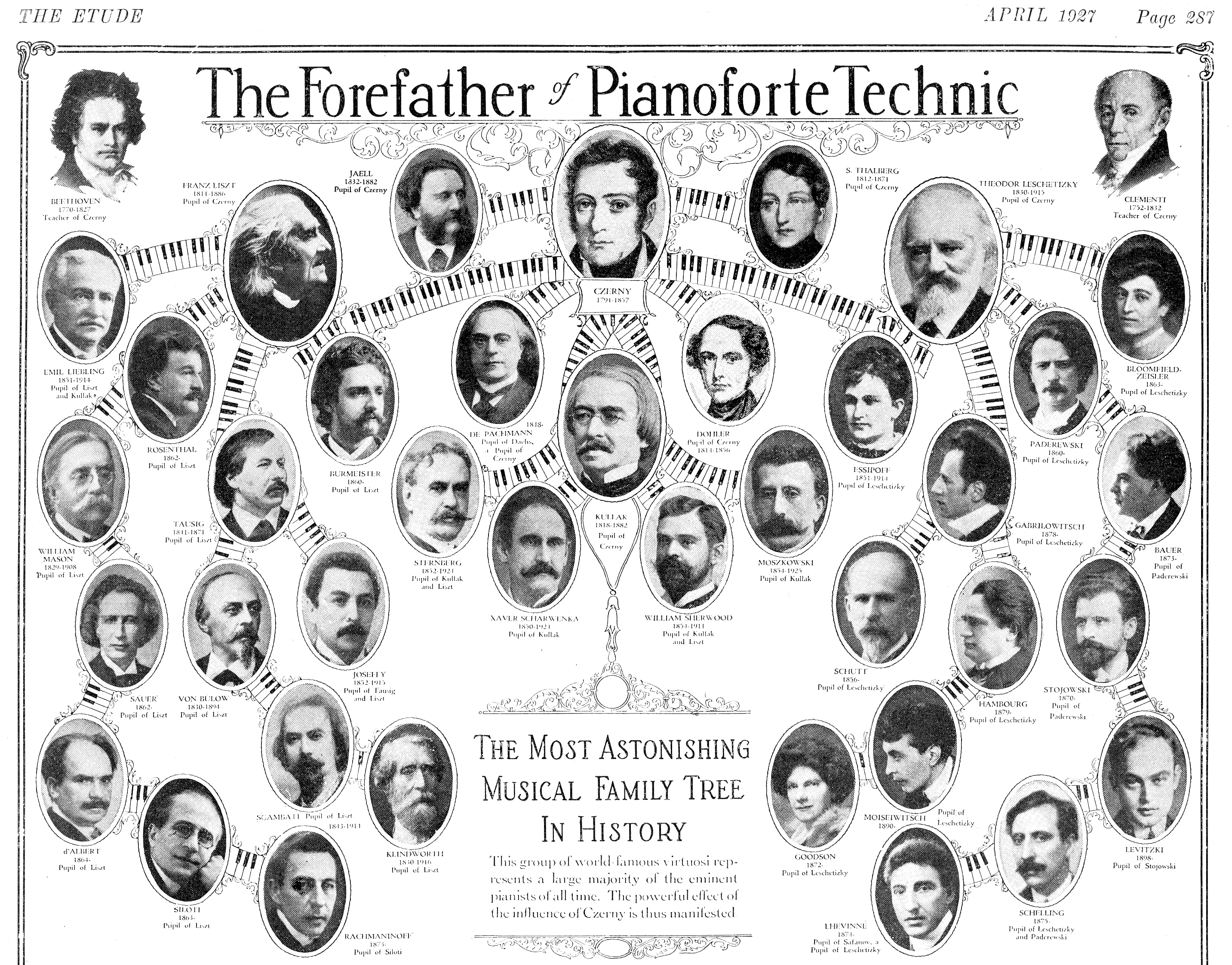
Czerny, o patrono da técnica do forte-piano ("Czerny, the forefather of Pianoforte Technic"), ilustração oriunda de The Etude Magazine, publicada em Abril de 1927

Carl Czerny pode ser considerado o patrono da moderna tecnica pianística e base de várias gerações de grandes pianistas que se estendem aos dias de hoje. Vários alunos de Czerny, tais como Theodor Leschetizky, Franz Lizst e Theodor Kullak, também foram renomados professores e passaram adiante o legado de Czerny.
- Wanda Landowska: aluna de Moritz Moszkowski ← Theodor Kullak ← Czerny;
- Sergei Prokofiev: aluno de Anna Essipof ← Theodor Leschetizky, ← Czerny;
- Rachmaninoff: aluno de Siloti ← d'Albert ← Sauer ←Mason ← Rosenthal ← Liszt ← Czerny;
- Arthur Rubistein: aluno de Ignaze Paderewsky ← Theodor Leschetizky ← Czerny.
- Claudio Arrau: aluno de Martin Krause ← Liszt ← Czerny;
- Ernst von Dohnanyi: aluno de Stephen Thoman ← Liszt ← Czerny;
- Daniel Barenboim: aluno de Edwin Fisher ← Martin Krause ← Liszt ← Czerny;
- etc...

Obs: Outros grandes pianistas pertencem a esta mesma linhagem.

## Composições
Czerny compôs um grande número de peças (até o opus 861), constituídas não apenas de obras para piano, mas também Missas, Sinfonias, Concertos, Sonatas, Variações, quartetos de cordas, Noturnos, Canções e Música de Câmara. As composições de Czerny ainda incluem arranjos de temas de óperas feitos para quatro, seis e até oito mãos.
O próprio Czerny, em sua autobiografia, dividiu sua obra musical em quatro categorias: 1) estudos e exercícios; 2) peças fáceis para estudantes; 3) peças brilhantes para concertos (obras em geral em formato de variações concertantes); e 4) música séria (categoria menos conhecida de sua obra e na qual que se incluem sinfonias, sonatas, quartetos, missas, canções, Noturnos e Música de Câmara).
Em junho de 2002 o Wirth institute for Austrian and Central European Studies da Universidade de Alberta em Edmonton, Canada, realizou o "Carl Czerny Music Festival and International Symposium", sob a direção artística do pianista canadense  Anton Kuerti. O Festival consistiu de várias conferências acerca de diversos aspectos da obra e da vida de Carl Czerny, bem como um grande número de estreias mundiais de obras pertencentes ao catálogo da Sociedade dos Amigos da Música de Viena.
Desde o festival, a visão que se tinha de Carl Czerny como sendo um compositor apenas de obras didáticas para piano vem sendo questionada. Diversas obras de Carl Czerny, esquecidas por mais de 150 anos, estão ganhando sua estreia mundial nas últimas décadas, graças ao esforço de músicos como Anton Kuerti, Martin Jones, Isabelle Oehmichen, Grzegorz Nowak, dentre outros.

## Gravações
A inexistência de edições das obras de Czerny tem obrigado os interpretes frequentemente a fazerem um trabalho de restauração dos originais, arquivados em microfilme na Sociedade dos Amigos da Música em Viena. Acredita-se que cerca de 75% das composições manuscritas de Carl Czerny jamais foram publicadas.

### Gravações Históricas
- Vladimir Horowitz gravou as "Variações sobre um tema de Rode Op. 3", publicadas em 1987, pelo selo Andromeda;
- Felicja Blumenthal gravou "Variações sobre um tema de Haydn para piano e orquestra Op 73" e o "Concerto em Lá menor para piano e orquestra Op.214", com a Vienna Chamber Orchestra, conduzida por Helmut Froschauer, Vienna, 1968.

### Outras Gravações e Estreias Mundiais
- Sinfonia No. 2, Op. 781: gravada pela primeira vez pela Brandenburgisches Staatsorchester Frankfurt, sob a regência de Nikos Athinäos, Selo Signum, 1996 (gravação também publicada pelo Selo Christophorus, em 2010). Obs: esta sinfonia também foi gravada posteriormente pela Stuttgart Radio Symphony Orchestra, sob a regência de Grzegorz Nowak, Selo Hänssler, data de lançamento: 2006;
- Sinfonia No. 1, Op. 780: gravada pela primeira vez pela Brandenburgisches Staatsorchester Frankfurt, conducted by Nikos Athinäos, Selo Signum, em 1997;
- Sinfonia No. 5, em Mib major: gravada pela primeira vez pela Brandenburgisches Staatsorchester Frankfurt, sob a regência de Nikos Athinäos, Selo Signum, data de lançamento, 1997;
- O selo Analekta lançou em 1997, uma gravação, em estreia mundial, da "Marcha Fúnebre sobre a morte de Beethoven", Op. 146, para piano solo, de Carl Czerny, com o pianista Anton Kuerti [FL 2.3141].
- Sinfonia No. 6 em Sol menor, gravada pela primeira vez pela Stuttgart Radio Symphony Orchestra, sob a regência de Grzegorz Nowak (que havia feito a estéia mundial da obra no "Festival Czerny" em 2002, regendo a Edmonton Symphony Orchestra, Selo Hänssler, data de lançamento: 2006);
- "Noneto" gravado pela primeira vez pelo Consortium Classicum, Selo MDG, data de lançamento: 1995; sendo que uma nova edição com Dieter Klöcker (clarinete) e a Philharmonic Chamber Orchestra & Consortium Classicum foi lançada em 2012, pelo Selo MDG;
- O Selo Nimbus gravou e publicou em três discos compactos várias das 11 sonatas para piano solo de Carl Czerny (várias delas com estreia mundial), interpretadas por Martin Jones;
- A Sony Classics lançou, em 1991, gravações de obras do repertório de música para piano a quatro mãos de Czerny [SK 45936] (algumas em estreia mundial), feitas pelo duo Yaara Tal and Andreas Groethuysen;
- Anton Kuerti e a violinista canadense Erika Raum gravaram, em estreia mundial, a "Sonata para Piano e Violino em Lá Maior",(1807) e "20 Variações para piano e violino sob um tema de Krumpholz", Op. 1, a primeira composição de Carl Czerny, pelo selo CBC Records [MVCD 1150];
- Em 2004, Leon Botstein fez a estreia mundial de duas obras de música sinfônica coral de Czerny "Die Macht des Gesanges" e o "Salmo 130, Aus der Tiefe rufe ich Herr zu dir” (1840) com o Concert Corale of New York e a American Symphony Orchestra;
- Em 2011, a pianista francesa Isabelle Oehmichen pelo Selo Hortus, gravou (em estreia mundial) a série completa de Noturnos de Carl Czerny ("8 Nocturnes" Op. 368, "16 Nocturnes" Op. 604 e o "Nocturne La Reine"), revelando ao mundo um lado romântico desconhecido de Carl Czerny, cujos noturnos são anteriores e soam como uma antevisão dos  famosos Noturnos de Chopin, que era amigo de Czerny e usava hospedar-se em sua casa quando ia a Viena;
- Sinfonia em Ré, 1814: gravada pela American Symphony Orchestra, sob a regência de Leon Botstein, data de lançamento: 2011;
- O selo DOREMI [DHR-6011-3] publicou, em 2012, um album com três discos compactos com várias das gravações ao vivo feitas durante o Festival e Simpósio Internacional Carl Czerny, realizado entre 13 e 26 de junho de 2002, em Edmonton, Alberta, Canada, em cooperação com o the Wirth Institute for Austrian and Central European Studies e a rádio CBC CBC Radio. Os discos incluem dois quartetos de cordas, dois fugatos para quinteto de cordas, um trio para piano, um quarteto para piano, uma Serenata Concertante, duas aberturas para orquestra, um Offertorium, cinco canções para tenor, um estudo para piano e Variações Brilhantes sob um tema de Bellini, para Piano a seis mãos .

## Morte

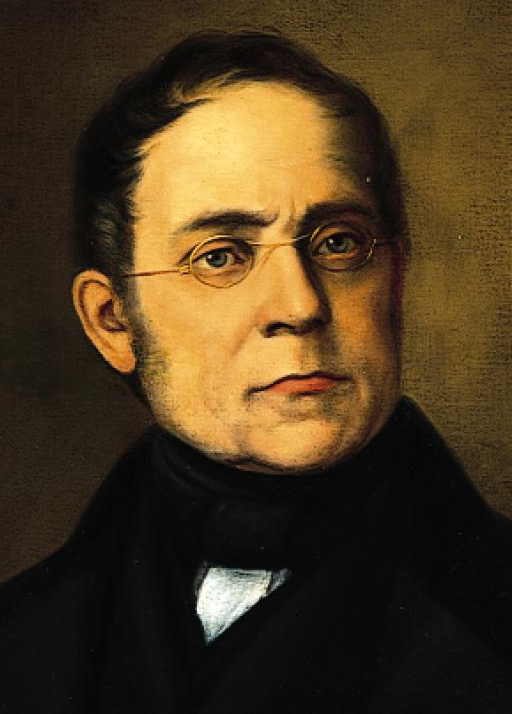
Carl Czerny por um pintor austríaco anônimo

"Seus hábitos eram simples, sua vida e sua fala de incomum pureza. Sua saúde se viu abalada em 1854. A Gota atacou seu braço, que precisou ser encapsulado em plástico. Ele continou a compor enquanto a doença se espalhava. Suas últimas obras foram um Ofertorium e uma Sonata, escritos quatorze dias antes de sua morte, que ocorreu a 15 de julho de 1857".
Czerny morreu em Viena, aos 66 anos. Ele jamais se casou e não tinha nenhum parente próximo. Antes de sua morte, ele dispôs de sua considerável fortuna, amealhada como professor e editor musical, para instituições de caridade, sua governanta e para a Sociedade de Amigos da Música de Viena. Seu testamento foi feito com a ajuda de seu amigo, o advogado Leopold von Sonnleithner.
Em 1842, publicou um livro autobiográfico, Erinnerungen Aus Meinem Lebem (Memórias de Minha Vida, 1842).
Nas palavras de Czerny, a música era para ele "sua única alegria, sua única ocupação, sua missão e seu maior ideial."